# Angry Birds Stella
Az Angry Birds Stella, más néven Angry Birds Slingshot Stella, egy puzzle-videojáték volt, és a második spin-off az Angry Birds sorozatból, amelyet a Rovio Entertainment fejlesztett ki. A játékot nőknek reklámozták olyan karakterek felhasználásával, amelyek női hősiesség és barátság szellemével bírnak, de célja, hogy vonzó legyen minden nem számára. A 2014. február 13-án bejelentett Rovio kijelentette, hogy a játékot a Telepods játéksor és egy televíziós sorozat kíséri. A játék 2014. szeptember 4-én jelent meg.
Ez a játék egy Angry Birds karakteren alapszik, akit először az Angry Birds Seasons 2012 augusztusában kiadott "Back to School" szintű készletében mutattak be. Azzal kezdődik, hogy Stella elhagyja az Angry Birds állomány többi részét és elindul Golden-be. Sziget, hogy meglátogassa négy másik barátját nyaralni. Gale és egy disznóhadsereg azonban ellopja Stella fényképalbumát, amely Stellát és barátait arra készteti, hogy utat találjanak annak megszerzésére.

## Játékmenet
Csakúgy, mint a sorozat eredeti játékában, a játékosok is csúzli segítségével sokféle madarat lőnek a közeli épületekre, azzal a szándékkal, hogy feldobják az összes zöld disznót, amelyek lehetnek a szerkezetek közelében, azokban vagy azokon. A játékosoknak ki kell használniuk az egyes madarak egyedi képességeit is, aktiválva őket stratégiai helyen és időben repülés közben, hogy segítsék a sertések legyőzését vagy az akadályok elpusztítását.
A 2014. decemberi frissítés, az Új malacok a blokkban, egy történetet adott hozzá, amelyben Stella és barátai láthatók a faházban, és házuk hiányzó tárgyait keresik, amelyeket a sertések loptak el. Véletlen szinteket kell teljesíteniük az elemek letöltéséhez.